# Крістіан Гохштеттер
Крістіан Гохштеттер (нім. Christian Hochstätter, нар. 19 жовтня 1963, Аугсбург) — німецький футболіст, що грав на позиції півзахисника. По завершення ігрової кар'єри — футбольний функціонер.
Протягом усієї кар'єри виступав з «Боруссію» (Менхенгладбах), з якою став володарем Кубка Німеччини у 1995 році, а також провів два матчі за національну збірну ФРН.

## Клубна кар'єра
Народився 19 жовтня 1963 року в місті Аугсбург. Вихованець футбольної школи клубу «Аугсбург».
Свій перший професіональний контракт Крістіан підписав 1982 року з клубом «Боруссія» (Менхенгладбах), кольори якої і захищав протягом усієї своєї кар'єри гравця, що тривала цілих сімнадцять років. У команді дебютував 15 жовтня 1982 року в матчі Кубка ФРН проти «Уніона» (Золінген) (2:0). Перший матч у Бундеслізі зіграв 30 жовтня 1982 року проти «Гамбура» (3:4), а 12 листопада 1983 року забив свій перший гол у чемпіонаті у грі проти дортмундської «Борусії» (2:1).
У сезоні 1983/84 вперше дійшов з командою до фіналу Кубка ФРН, де його команда програла в серії пенальті «Баварії». У 1992 році команда знову зіграла в фіналі Кубка Німеччини, цього разу проти «Ганновера», і знову поступилась в серії пенальті. Лише з третьої спроби, у 1995 році, він виграв з командою Кубок Німеччини після перемоги над «Вольфсбургом» у фіналі з рахунком 3:0. Загалом за кар'єру Крістіан зіграв 339 матчів у Бундеслізі і забив 55 голів, здебільшого після ударів зі штрафного.

## Виступи за збірну
Протягом 1984–1990 років залучався до молодіжної збірної ФРН, з якою став чвертьфіналістом молодіжного чемпіонату Європи 1990 року.
1987 року зіграв у двох товариських матчах у складі національної збірної ФРН — 12 серпня з Бразилією (1:1) та 16 грудня з Аргентиною (0:1).

## Кар'єра функціонера
Після завершення ігрової кар'єри Гохштеттер залишився у «Боруссії» (Менхенгладбах), зайнявши посаду спортивного директора, де пропрацював протягом шести років і у квітні 2005 року подав у відставку. 
У січні 2007 року він став спортивним директором «Ганновера». Його контракт тривав до 30 червня 2009 року, але був розірваний вже у січні 2009 року. Потім він працював дев'ять місяців на посаді консультанта в агентстві Stars & Friends. Після навчання спортивному менеджменту та фінансовим послугам він працював у Дюссельдорфському агентстві управління активами та бізнес-консалтингу, а також рекламному агентстві Кельна. 
З 8 червня 2013 року працював спортивним директором у «Бохумі», але покинув посаду 7 лютого 2018 року.

## Титули і досягнення
- Володар Кубка Німеччини (1):

«Боруссія» (Менхенгладбах): 1995